# Command & Conquer: Renegade
A Command & Conquer Renegade a nagy sikerű Command & Conquer játéksorozat egyik része. A játék legnagyobb érdekessége, hogy előző társaihoz képest nem RTS (real time strategy) játék, hanem FPS (first person shooter, belső nézetű lövöldözős játék). A játékban hasonló feladatunk van, mint a többi Command & Conquerben.

## Történet
A Command & Conquer és annak első kiegészítője, a Command & Conquer: Covert operations története szerint a földre egy idegen radioaktív anyag, a Tiberium (először a Tiberis folyónál találták, ezért lett tiberium) került, mint az a későbbi C&C-kből kiderül, a Scrin idegen faj hozta ide (Lásd még: Command & Conquer szócikkek). Ez az anyag két részre osztotta a világot: A Tiberium ellenzőire (GDI), és a Tiberium preferálóira (akik genetikai mutációt is végrehajtanak vele), a NOD-ra. Ez a két fél áll harcban ebben a játékban is.

## A játék
A játékot egy bizonyos Havoc nevű GDI kommandós szemszögéből játszhatjuk(NOD-ként nem lehet az alap történetet játszani).

## Játékelemek
A játék tartalmazza az alap C&C játékban megismert épületeket, egységeket, kiegészítve pár újítással(lásd később).

## Katonák
GDI:
Géppisztolyos katona
Forgócsövű géppuskás tiszt
Rakétavetős katona
Gránátvetős katona
tisztek
NOD:
Géppisztolyos katona
Forgócsövű géppuskás tiszt
Black Hand(NOD elit alakulat) géppisztollyal
Black Hand nehéz páncéllal, géppisztollyal
Black Hand mesterlövészpuskával
Black Hand lézerpuskával
Láthatatlan Black Hand lézerpuskával
Black Hand nehézpáncéllal, páncéltörő rakétával
Lángszórós katona
Vegyi fegyveres katona
Forgócsövű lézergéppuskás tiszt
Rakétavetős tiszt
tisztek